# Zenó de Mindos
Zenó de Mindos, en llatí Zenon, en grec antic Ζήνων, fou un escriptor grec d'època desconeguda.
És esmentat per Diògenes Laerci com l'autor d'alguns epigrames i algunes altres composicions. Alguns erudits han identificat Zenó, el nom que dona Diògenes Laerci, amb aquest Zenó de Mindos, que esmenten Eusebi de Cesarea, Teodoret i Esteve de Bizanci entre d'altres.